# Menenius Agrippa
Menenius Agrippa nebo také Agrippa Menenius Lanatus (zemřel 493 př. n. l.) byl jedním z konzulů římské republiky v roce 503 př. n. l. Zvítězil nad Sabiny a získal triumf, který oslavil 4. dubna 503 př. n. l. Podle Livia také vedl římské jednotky proti latinskému městu Pometia.    Podle tradice během jeho konzulátu proběhlo sčítání lidu.
Podle Livia byl Menenius vybrán patriciji během první plebejské secese v roce 494 př. n. l., aby přesvědčil plebeje, aby se vrátili do města. Livius píše, že Menenius vyprávěl vojákům bajku o částech lidského těla a o tom, jak každá z nich má svůj účel pro tělo jako celek. Zbytek těla, zejména ruce, ústa a zuby, si myslel, že žaludek nemusí nic dělat a stále se plní, takže se tělo rozhodlo přestat ho živit. Ostatní části a orgány v těle však začaly chřadnout a odumírat. Uvědomily si tedy, že žaludek má také svůj nenahraditelný účel živit celé tělo skrze cévní systém a bez něj by nebyly ničím. Nakonec, pokračuje Livius, došlo k dohodě mezi patriciji a plebeji, která se zakládala na vytvoření úřadu tribuna lidu.
Není nepravděpodobné, že svatý Pavel, vzdělaný římský občan, znal tento příběh (ne nutně skrze Livia) a byl jím podnícen  při použití stejného podobenství, když napomínal křesťany v Korintu, že navzdory „rozmanitosti jejich darů“, jsou všichni údy jednoho těla (1. Kor. 12:13 a násl.). Podobné přirovnání se ale objevuje ještě před Liviem v Xenofóntových Memorabiliích (2. iii. 18) a v Ciceronově De Officiis (III. v. 22).
Livius tvrdí, že byl „výmluvným mužem a drahým plebejcům jako jeden z nich od narození“. Na druhou stranu byl poslán k plebejům jako zástupce Senátu a zastával funkci konzula. Konzulství, podle tradiční historiografie, bylo v této době vyhrazeno výhradně patricijům. Není tedy zcela jisté, zda byl patricij nebo plebej. 
Menenius zemřel v roce 493 př. n. l. Livius uvádí, že z jeho pozstalosti nebylo dostatek finančních prostředků na zaplacení jeho pohřbu, a tak lidé přispívali na jeho pohřební náklady formou poplatku.
Menenius měl syna, který se jmenoval Titus a stal konzulem v roce 477 př. n. l.
Menenius je také postavou v Coriolanovi Williama Shakespeara . Ve stejnojmenné filmové adaptaci z roku 2011 ho ztvárnil Brian Cox (hlavní postavu sehrál režisér Ralph Fiennes).